# ジップ・ガン

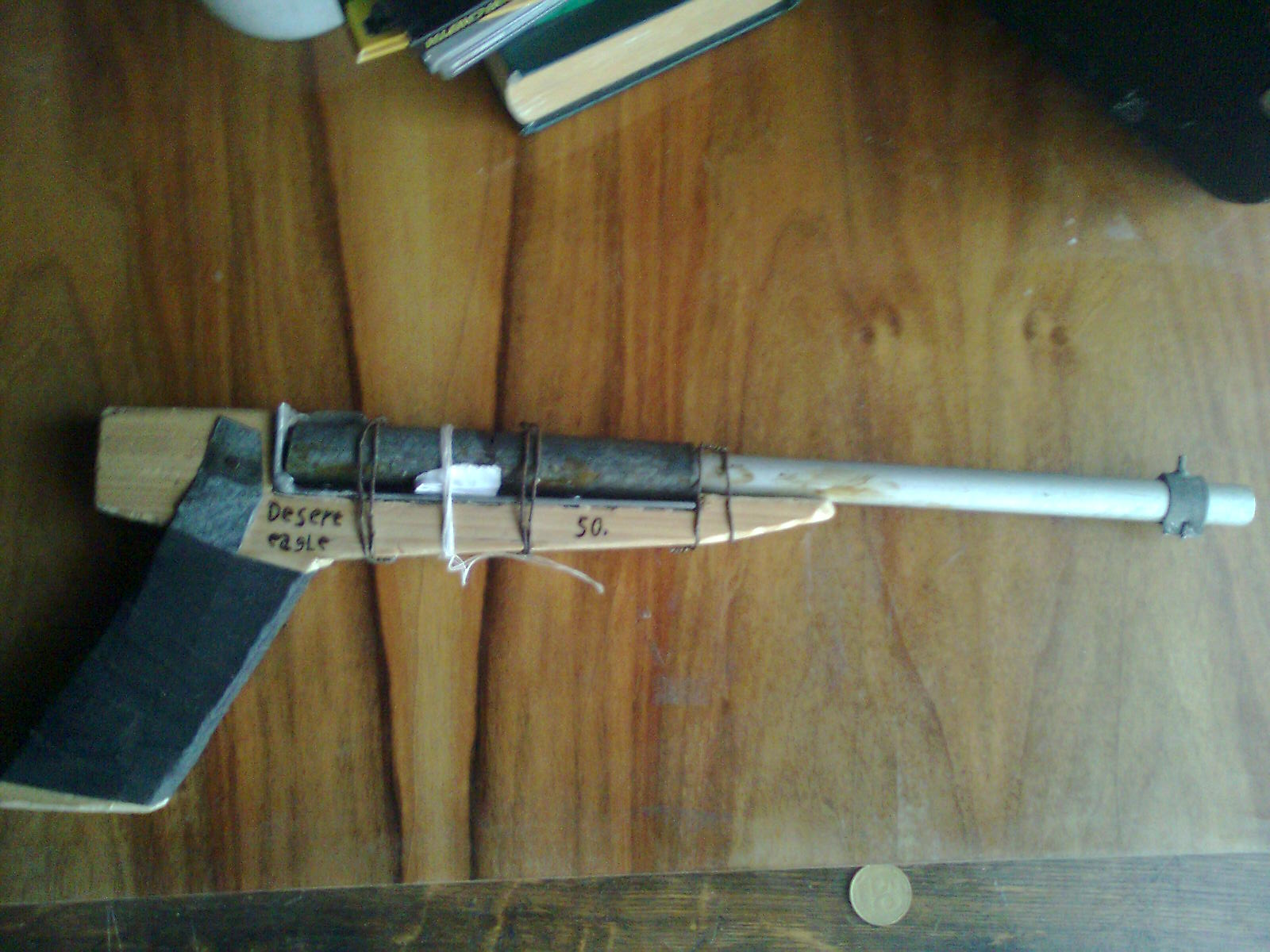
木と鉄パイプで作られたジップ・ガン

ジップ・ガン（英語: Zip gun）とは、身近な部品など簡易な設計で作られた銃である。銃器メーカー製ではない自作（手製）であり、多くの国・地域では法律で製造、所持が禁止されている密造銃である。
ガンスミスの資格の有無にかかわらず国家が認可していない製造を行うと密造銃となる。また、既製品をガンスミスが改造する場合でも、当局に届け出がなければ新規の銃の密造となる。

## 特徴
大半のジップ・ガンの構造は金属製の短い筒に弾丸を込め、ファイアリング・ピンの役割をする釘などの細い物で弾丸の雷管を叩き、発砲する。他の銃器に見られる大半の部品を省いた単純な作りであるため比較的簡単に製造が可能である。
銃器メーカーが正規に製造した銃器に比べ性能は遥かに悪く、耐久性も低いため反復使用を想定していないが、作り方によっては銃に見えない外見にすることも出来るため隠匿性、携帯性に優れ、主に護身用、犯罪用、暗殺用などに使われている。中には懐中電灯や携帯電話などの日用品に似せて作られた物もある。

## 国家の対応
日本の武器等製造法を含め、多くの国で懲役刑などの重い刑罰が科せられる法律によって製造が禁止されている。
日本においては所持していた場合でも銃砲刀剣類所持等取締法（銃刀法）違反などで取り締まりが行われ、それ以外の一部の国においても銃の不法所持は禁止されている。
アメリカで2016年から2020年の間に押収された製造番号の無い銃は、23,000丁以上であった。
アメリカでは、簡単に銃が製造できるようになった今日に至り、2021年5月7日に火器の定義を1968年以来初めて見直して銃の部品にも規制をかける法案を発表した。それ以前は、プラモデルのようにキットを組み立てれば銃となる自作火器（ゴーストガン、PMF）や3Dプリンターの図面等は見逃されていたが、この法案によって部品の状態でも規制の対象となる。

## 注意
このような自作武器では、意図しないタイミングで発生する静電気でも反応してしまう黒色火薬が使用されたり、火薬の量を間違えたり、発射の爆発に耐えられない銃が製造されたりするため、使用者が大けがしたりなどの事故が発生する。

## 例

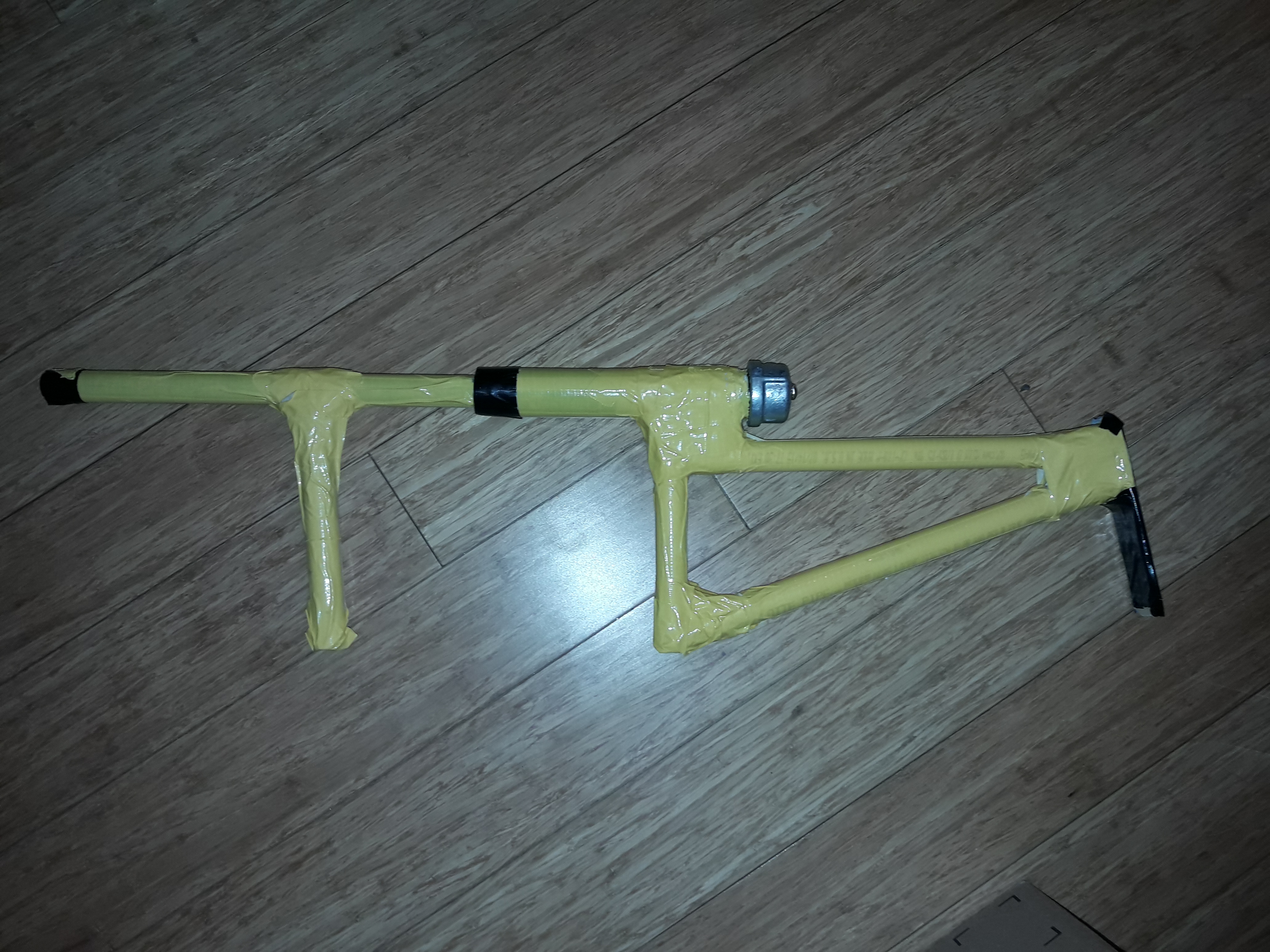
410番の散弾が使用可能なパイプガン

ペンガン
ペンガンは、ペン状の小口径単発銃である。一部のペンガンは、信号弾や催涙ガスなどを射出するようになっている。
その他偽装銃
懐中電灯、携帯電話、杖、ライターなどに偽装するケースもある。
パイプガン

パイプガンとは、鉄パイプを組み合わせて作られた銃器である。最初に使われたのは、太平洋戦争中のフィリピンとされる。「paliuntod」というパイプで作られた即席ショットガンは、日本占領時期のフィリピンで、フィリピン人とアメリカ人の混成ゲリラによって使用された。以降もパイプガンは、フィリピンの反政府ゲリラや犯罪に利用されている。
1946年、フィリピンでのゲリラ戦を生き残った兵士イリフ・D・リチャードソン（Iliff D. "Rich" Richardson）によって米国で特許が取得された。そして、「モデルR5・フィリピンゲリラガン」という12ゲージのショットガンが、リチャードソン・インダストリーズによって製造され、7ドルで販売された。
日本では2022年7月8日の安倍晋三銃撃事件で、鉄パイプを粘着テープで巻き付けて作成した銃が使用されたとみられる。
改造銃
信号拳銃やエアガンなど、本来は実包を撃てないものを再利用するケースもある。
Luty
銃規制に反対し違法な武器製造の罪で捕まったイギリス人活動家フィリップ・ルティが設計図を公開したサブマシンガンシリーズの名称。射撃精度など、いくつかの欠点が指摘されているが、テロや犯罪などで利用されている。2019年、ドイツのハレ市で発生したハレ市シナゴーグ襲撃事件で使われたが、弾詰まりや暴発などの銃器誤動作が多く、それにより被害が抑えられた。

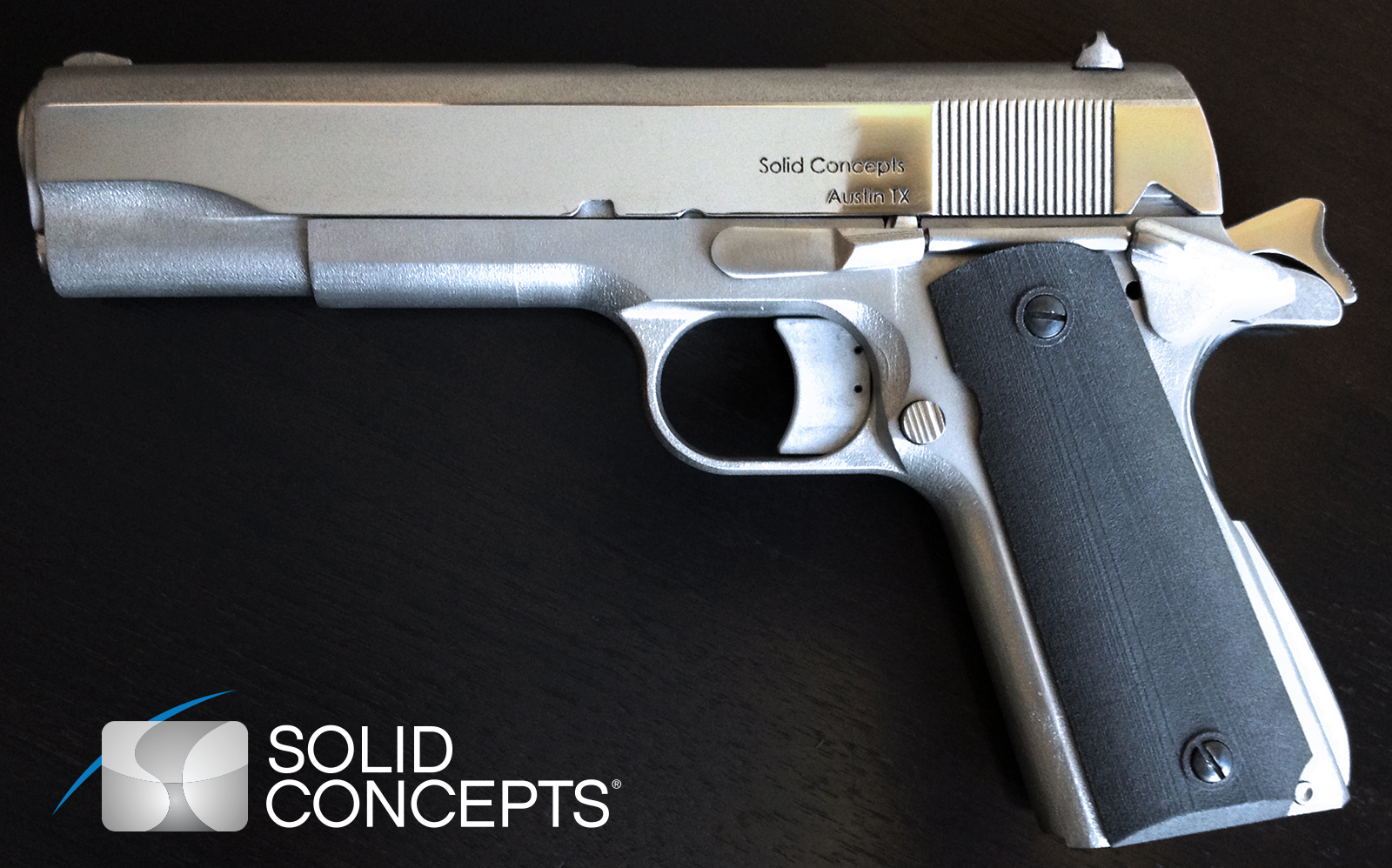
武器メーカーSolid Conceptsが公開した3Dプリンターで製造したM1911

3Dプリンター製
2013年、テキサス州の非営利団体「ディフェンス・ディストリビューテッド」が3Dプリンターを使用して拳銃を製作するための設計図をインターネットで公開した。この銃は「リベレーター」と名づけられ、設計図をダウンロードすることで3Dプリンターによりプラスチック製の拳銃を作ることが可能である。これにより対面販売と異なり誰でも身元調査なしに銃器を手に入れることが可能で、凶悪犯、テロリスト、精神的に重い病を抱えた人、子どもなども銃を入手できるようになるという懸念が強まっている。また、作成された銃はプラスチック製であるため金属探知機に感知されず、安全保障面での問題も指摘されている。設計データはのちに削除されたが、YouTubeなどでそういった銃の設計についての画像が公開されている。
日本では2014年5月8日、3Dプリンターを使い樹脂で製作した拳銃を警察への届け出なしに所持したとして、川崎市在住の湘南工科大学職員の男性が拳銃の不法所持（銃刀法違反）容疑で逮捕された。警察が男性の自宅を家宅捜索した際、同様の拳銃らしきもの5丁が見つかり押収。そのうちの2つは鑑定した結果、殺傷能力のあるものとみなされた。男性は「拳銃は自宅にある3Dプリンターで印刷し、自分で作ったが、違法だとは思っていなかった」としている。3Dプリンターを使った拳銃の複製品での押収・検挙はこの事件が日本初である。